# Шмелёв, Николай Александрович
 Никола́й Алекса́ндрович Шмелёв  (17 ноября 1922 — 8 августа 1986) — советский лётчик бомбардировочной и штурмовой авиации, участник Великой Отечественной войны. Герой Советского Союза (18.08.1945). Полковник. Писатель.

## Биография
Родился 17 ноября 1922 года в деревне Блудово (ныне Берёзовая Роща, Кольчугинский район, Владимирская область) в крестьянской семье.
После окончания средней школы учился в аэроклубе в Кольчугино. В июле 1940 года призван в Красную армию Первомайским РВК Московской области. В 1941 году окончил Тамбовскую военную авиационную школу пилотов.

#### Великая Отечественная война
С декабря 1941 года воевал на Западном, Северо-Западном, Брянском, 2-м Прибалтийском, 1-м Прибалтийском и 3-м Украинском фронтах в составе 710-го ночного ближнебомбардировчного авиационного полка, а с мая 1942 года — 707-го штурмового авиационного полка.
Заместитель командира штурмовой авиаэскадрильи 707-го штурмового авиационного полка (189-я штурмовая авиационная дивизия, 17-я воздушная армия, 3-й Украинский фронт) старший лейтенант Н. А. Шмелёв за время участия на фронтах Великой Отечественной войны произвёл 807 успешных боевых вылетов, из них 53 — на корректировку артиллерийского огня на самолёте По-2 ночью, 2 — на разведку войск противника днём на По-2, 673 — на бомбардировку на По-2 ночью, 79 — самолёте Ил-2 на штурмовку живой силы, техники и узлов сопротивления противника при разгроме Яссо-Кишинёвской группировки, прорыве оборонительной полосы на реке Дунай и на уничтожение окружённой группировки противника в районе города Будапешт. За произведённые 807 боевых вылетов сбросил 129 тонн бомб, 164 реактивных снаряда РС-82, 288 ампул КС, разбросал на временно оккупированной территории и окружённой группировки противника в районе Будапешта 836 тысяч листовок, доставил своим войскам и партизанам, действующим в тылу врага, 720 кг продуктов и боеприпасов. По подтвержденным данным старшим лейтенантом Шмелёвым уничтожено и подавлено 49 автомашин с войсками и грузами, 21 подвода с различным имуществом, 24 артиллерийские батареи, 5 прожекторов, 6 танков, 1 самоходное орудие, 11 пулемётных точек, 7 складов с боеприпасами, 1 склад ГСМ; создано в узлах сопротивления противника 16 очагов пожара; разрушено и уничтожено 9 дзотов, 4 опорные точки; подавлен огонь 49 зенитных орудий, 1 батареи шестиствольных миномётов; сожжён 1 эшелон с техникой, боеприпасами, различным грузом и живой силой; разбит 1 паровоз и 7 вагонов.
За время боевой деятельности, работая заместителем командира эскадрильи, штурманом авиаэскадрильи и являясь ведущим групп при выполнении боевых заданий командований, старший лейтенант Шмелёв показал высокую лётную и штурманскую подготовку, подлинные образцы в поражении заданных целей.
Указом Президиума Верховного Совета СССР от 18 августа 1945 года за образцовое выполнение боевых заданий командования на фронте борьбы с немецкими захватчиками и проявленные при этом отвагу и геройство старшему лейтенанту Шмелеву Николаю Александровичу присвоено звание Героя Советского Союза с вручением ордена Ленина и медали «Золотая Звезда».

#### Послевоенное время
После окончания войны продолжил службу в ВВС. В 1952 году окончил Военно-воздушную академию. Служил преподавателем в Военно-воздушной инженерной академии имени профессора Н. Е. Жуковского. С июня 1953 года — старший инспектор Управления высших военно-учебных заведений Министерства обороны СССР. С 1961 года полковник Н. А. Шмелёв уволен в запас. 
Жил в Москве. Работал в ДОСААФ. Написал несколько книг воспоминаний о войне, член Союза писателей СССР. Умер 8 августа 1986 года. Похоронен в Москве на Николо-Архангельском кладбище.

## Награды
- Медаль «Золотая Звезда» (18.08.1945)[1][2] ;
- орден Ленина (18.08.1945);
- три ордена Красного Знамени (30.04.1943[3]; 27.12.1944[4]; 13.04.1945[5]);
- орден Александра Невского (13.06.1945)[6];
- два ордена Отечественной войны I степени (29.01.1945[7]; 11.03.1985[8]);
- орден Отечественной войны II степени (12.03.1943)[9];
- два ордена Красной Звезды (15.05.1942[10]; 30.12.1956);
- медаль «За отвагу» (22.03.1942)[11];
- медаль «За боевые заслуги» (15.11.1950);
- другие медали.

## Память
- В городе Кольчугино именем героя названа улица.
- В деревне Берёзовая Роща установлена мемориальная доска (2002).

## Сочинения
- В бой на штурмовиках. — Москва: Издательство ДОСААФ, 1986.
- В лучах прожекторов. — Москва: Воениздат, 1962.
- На самолётах Башкирии. — Уфа, 1990.
- Небо доброе и злое. — Москва: Издательство ДОСААФ, 1979.
- Огонь с неба. — Ярославль: Верхне-Волжское книжное издательство, 1972.
- Равнение на знамя! — Уфа: Башкнигоиздат, 1962.
- С малых высот. — Москва: Воениздат, 1966.
- Словно родные братья. — Москва, 1960 [Библиотечка журнала «Советский воин»].